# مهاجرت پروانه‌سانان

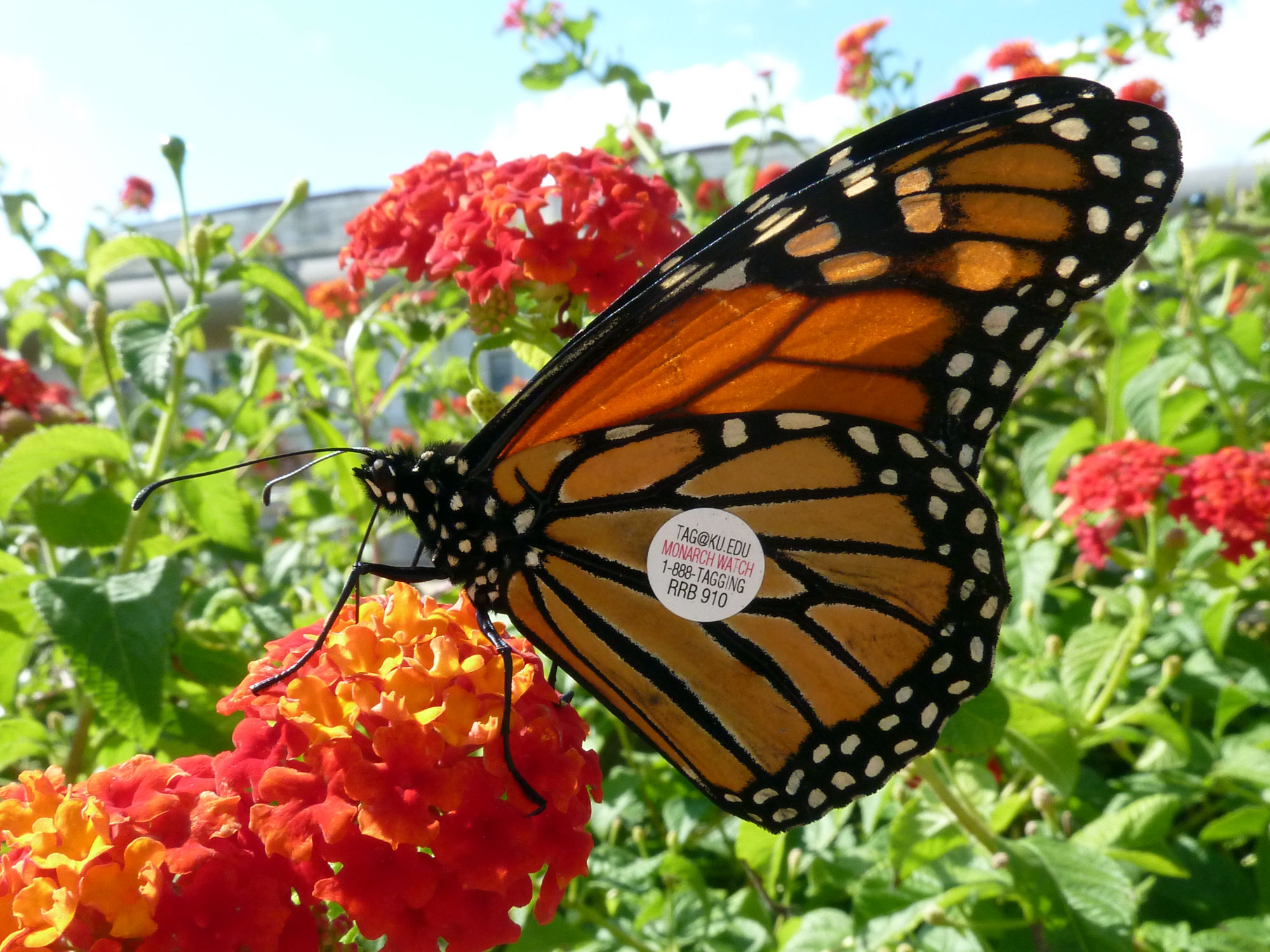
Monarch butterfly tagged to track its migration

نقشه مسیر مهاجرت پروانه شهریار در آمریکای شمالی

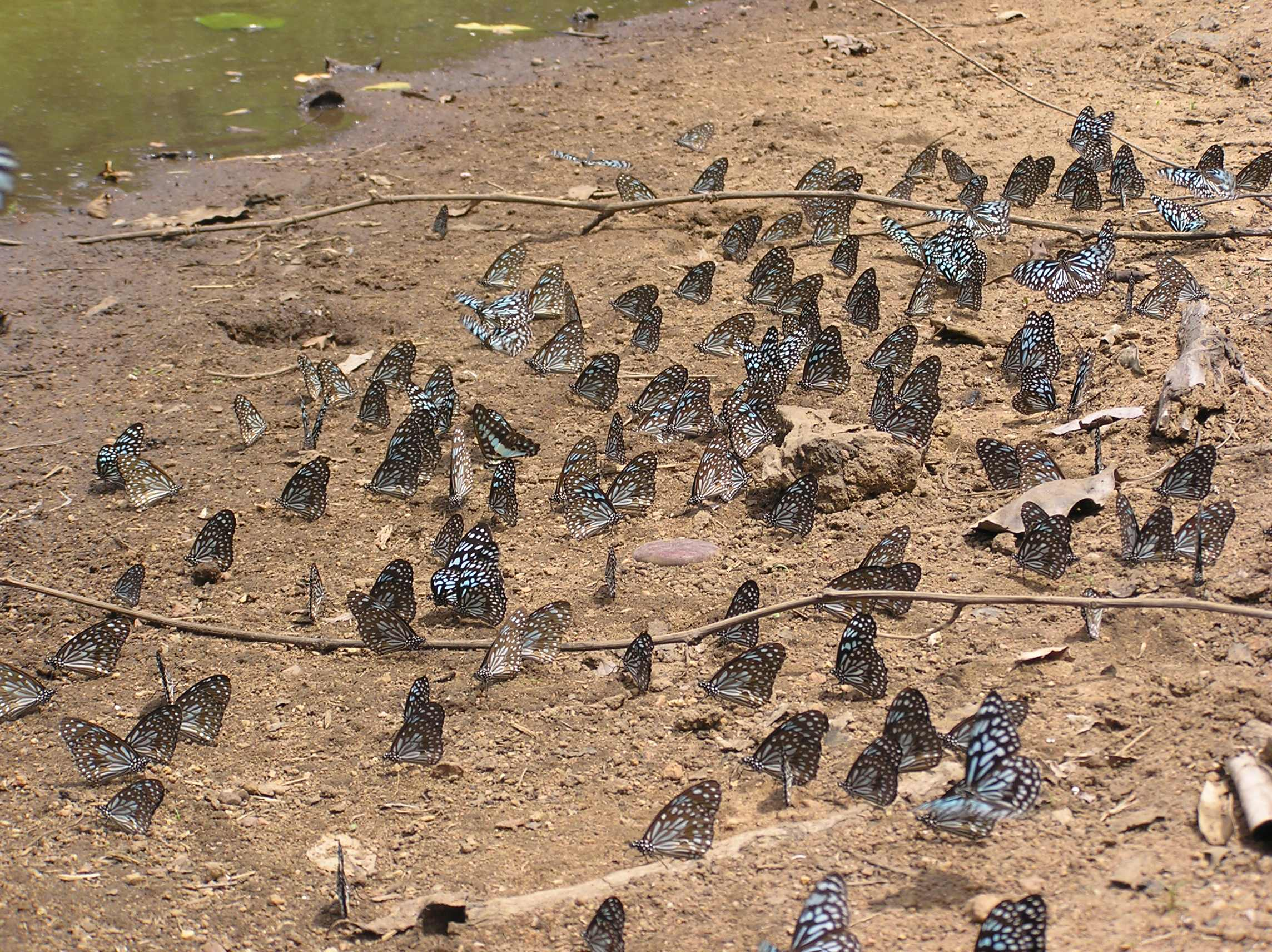
Tirumala septentrionis migrate in millions between Eastern Ghats and Western Ghats in India.

مهاجرت پروانه‌سانان بخشی از رفتار بسیاری از جمعیت‌های پروانه‌سانان (پروانه‌ها یا شب‌پره‌ها) است که گاهی در فواصل طولانی به مناطقی که فقط برای بخشی از سال مناسب هستند مهاجرت می‌کنند. پروانه‌سانان در تمام قاره‌ها به جز قطب جنوب مهاجرت می‌کنند، از جمله از مناطق نیمه گرمسیری و گرمسیری یا درون این مناطق. با مهاجرت، این گونه‌ها می‌توانند از شرایط نامطلوب، از جمله آب و هوایی، کمبود غذا، یا جمعیت بیش از حد جلوگیری کنند. در برخی از گونه‌های پروانه‌سانان، همهٔ گروه مهاجرت می‌کنند. در برخی دیگر، فقط برخی از آنها مهاجرت می‌کنند.
شناخته شده‌ترین مهاجرت پروانه‌سانان جمعیت شرقی پروانه سلطنتی است که از جنوب کانادا به مناطق زمستان گذرانی در مرکز مکزیک مهاجرت می‌کند. در اواخر زمستان / اوایل بهار، پادشاهان بالغ رشته کوه ترانس آتشفشانی در مکزیک را برای رسیدن به آب و هوای شمالی‌تر ترک می‌کنند. جفت‌گیری اتفاق می‌افتد و ماده‌ها شروع به جستجوی علف شیر برای تخم‌گذاری می‌کنند، معمولاً ابتدا در شمال مکزیک و جنوب تگزاس. کاترپیلارها از تخم بیرون می‌آیند و به بزرگسالانی تبدیل می‌شوند که به سمت شمال حرکت می‌کنند، جایی که فرزندان بیشتری می‌توانند تا مرکز کانادا تا چرخه مهاجرت بعدی بروند.